# 伊坪徳宏
伊坪 徳宏（いつぼ のりひろ）は、日本の環境学者。東京都市大学（旧武蔵工業大学）環境学部・大学院教授。環境分野及びライフサイクルアセスメント分野の人材育成と研究を行っている。博士（工学）。
日本LCA学会より「ライフサイクル環境影響評価手法 LIMEの開発と普及」で2011年度第8回学会功績賞を受賞している。

## 略歴
- 1993年
  - 大阪大学工学部
- 1998年
  - 東京大学大学院工学系研究科材料学専攻博士課程修了
  - 産業環境管理協会 LCA開発推進部研究員
- 2001年 - 産業技術総合研究所 LCA開発推進部研究員（ライフサイクルアセスメント研究センター 研究員）
- 2003年 - 産業技術総合研究所 ライフサイクルアセスメント研究センター LCA手法研究チーム長
- 2005年 - 東京都市大学環境情報学部准教授
- 2011年 - 東京都市大学総合研究所環境影響評価手法研究センター長（兼務）

## 委員
- ISOTC207 WG8ウォーターフットプリント日本代表エキスパート
- 日本環境協会基準審議委員会
- 「イベントマネジメントにおける持続可能性」国際規格化 国内審議委員会
- 環境経営学会 理事
- 日本カーボンフットプリントフォーラム運営委員会
- 日本LCA学会 理事
- 日本LCAフォーラム企画委員会

## 専門分野
- ライフサイクルアセスメント
- 環境会計

## 著書
- 「環境経営・会計【第二版】」（共著），有斐閣，2012
- 「LIME2 意思決定を支援する環境影響評価手法」（共著），産業環境管理協会， 2010
- 「ローカーボンライフ！-温室効果ガスを「知って」、「習慣を変える」82データ-」（翻訳・共著），オーム社，2010
- Eco-Products Directory 2009，Asian Productivity Organization，2009
- Eco-Products Directory 2008，Asian Productivity Organization，2008
- 「LCA概論」（共著），産業環境管理協会，2007
- 「環境経営・会計」（共著），有斐閣，2007
- 「エコマテリアルハンドブック」（共著），丸善，2006
- 「講座 ライフサイクルアセスメント(LCA)」（共著），日本エネルギー学会，2006
- 「バイオマス用語事典」（共著），オーム社，2006
- 「環境会計A-Z ビオシティ」（共著），2005
- 「サステナビリティの科学的基礎に関する調査報告書」（共著），イースクエア 2005
- 「続・環境負荷を予測する－モニタリングとモデリングの発展－」（共著），博友社，2005
- 「ライフサイクル環境影響評価手法―LIME‐LCA、環境会計、環境効率のための評価手法・データベース」（共著），産業環境管理協会，2005
- 「LCAの実務」（共著），産業環境管理協会，2005
- 「建築環境マネジメント」（共著），彰国社，2004

## 論文
- 大規模展示会を対象としたライフサイクルCO2評価，日本LCA学会誌，Vol.8，No.2
- Statistical analysis for the development of national average weighting factors—visualization of the variability between each individual’s environmental thoughts，The International Journal of Life Cycle Assessment，2012
- LCAのための土地利用インベントリ原単位の開発，環境情報科学，別冊，No.25，2011
- 気候変動におけるライフサイクル健康被害係数の算定，環境情報科学，別冊，No.25，2011
- 製品ライフサイクルに注目した環境評価の特徴と実施手順，オペレーションズ・リサーチ，Vol.55，No.12，2010
- Internalization of the external costs of global environmental damege in an integrated assessment model，Energy Policy，Vol.37，No.7，2009